# Johannes Thienemann

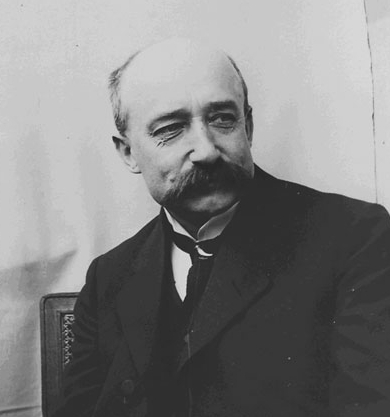
Johannes Thienemann 1912

Johannes Thienemann (* 12. November 1863 in Gangloffsömmern, Thüringen; † 12. April 1938 in Rossitten, Ostpreußen) war ein deutscher Ornithologe und Gründer der Vogelwarte Rossitten, der ersten Vogelwarte der Welt.

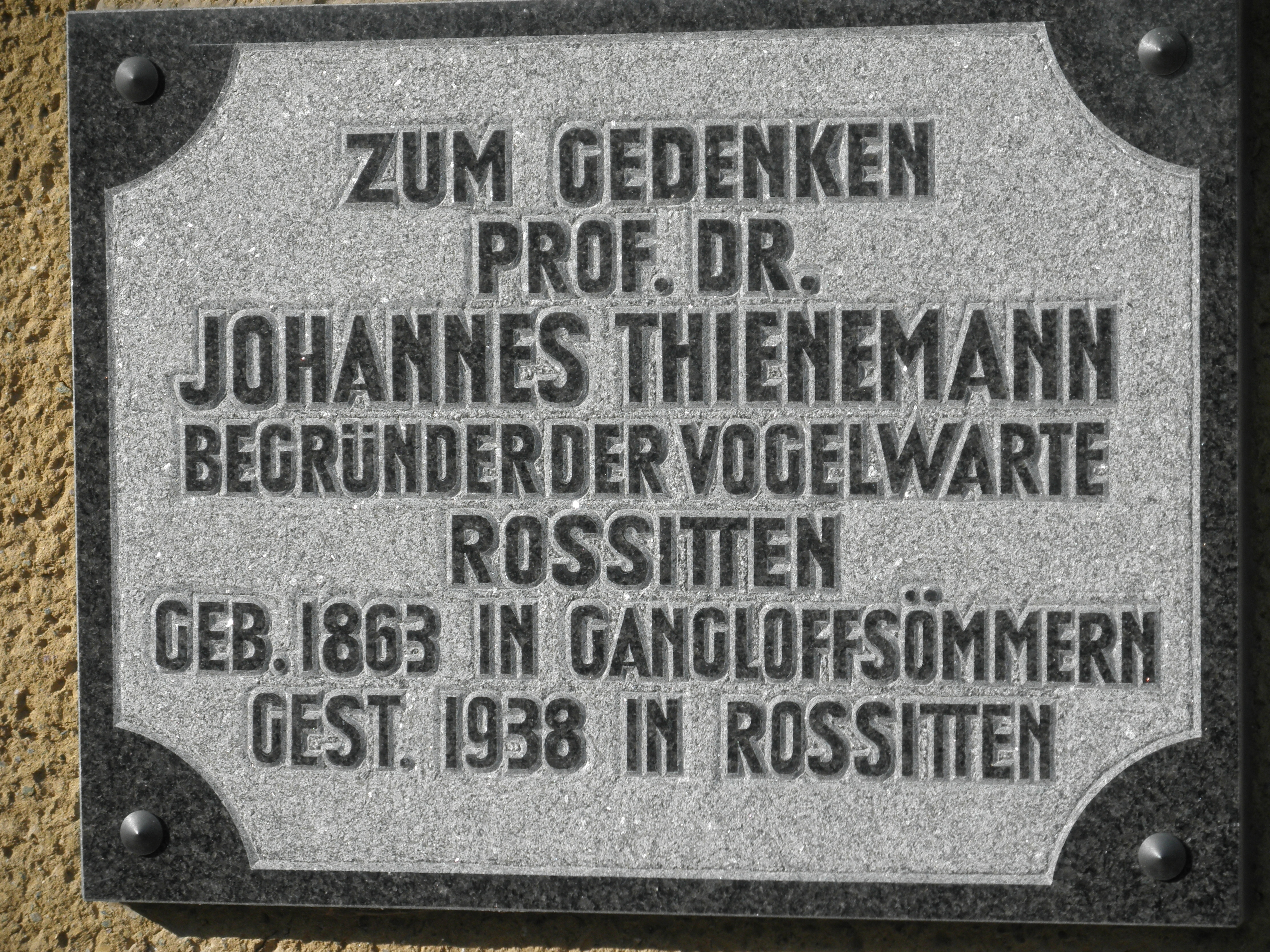
Gedenktafel in Thienemanns Geburtsort Gangloffsömmern

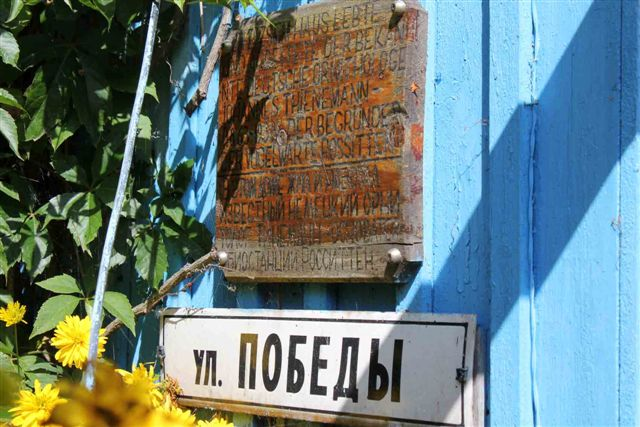
Tafel am früheren Wohnhaus von Thienemann in Rossitten (2010)

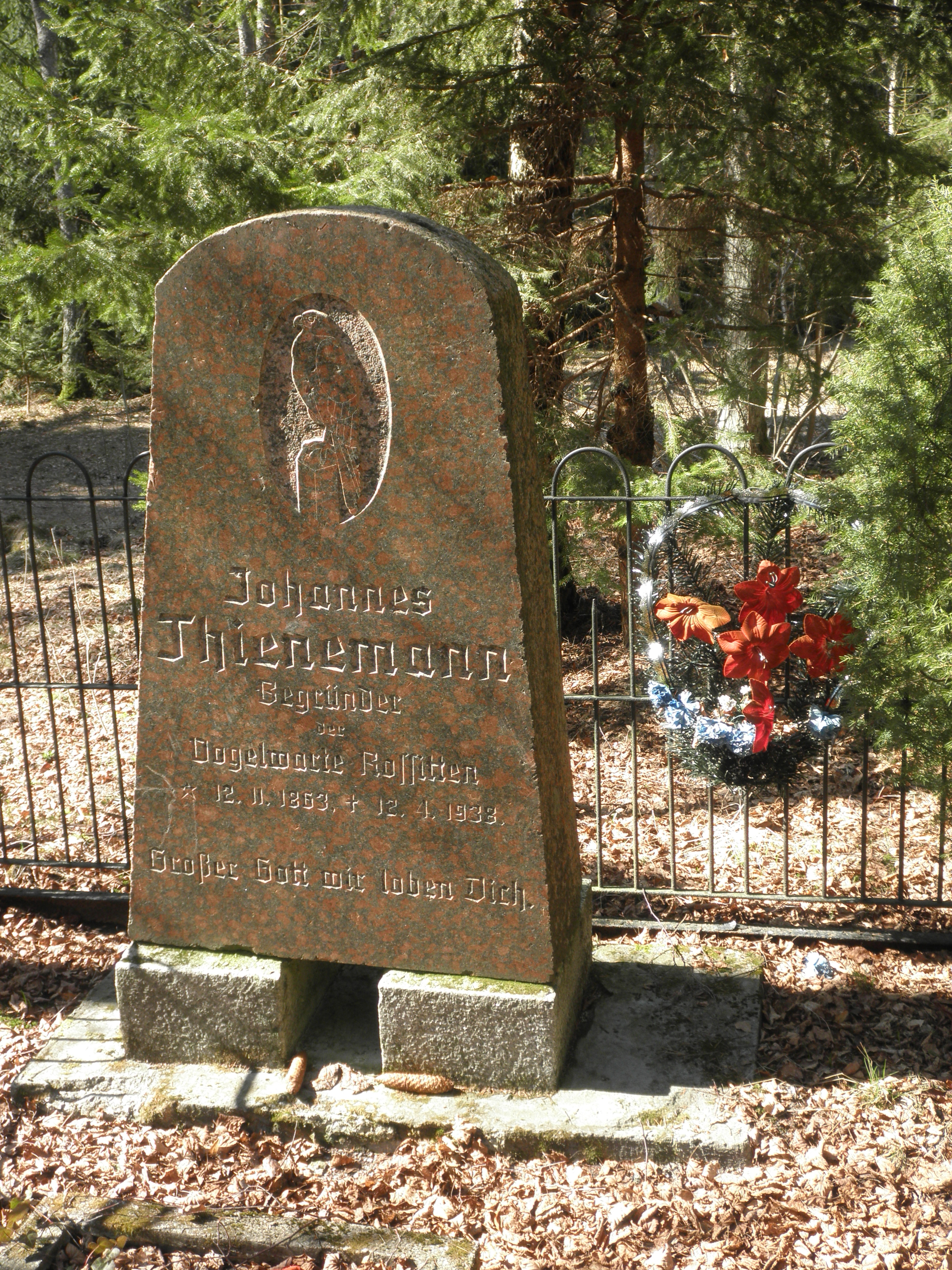
Wiederhergestelltes Grab von Thienemann in Rossitten

## Leben und Wirken
Johannes Thienemann war ein Sohn des Pastors August Wilhelm Thienemann und ein Enkel des Pastors Georg August Wilhelm Thienemann, deren Namen in der deutschen Vogelkunde bereits einen guten Klang hatten. Besonders durch letzteren wurde Johannes mit der Vogelwelt vertraut. Er besuchte die Gymnasien in Sondershausen und Zeitz. Nach dem dort abgelegten Abitur studierte er entsprechend der Familientradition ab 1885 Theologie in Leipzig und in Halle (Saale). Nach dem Zweiten Theologischen Staatsexamen in Magdeburg 1894 ging Thienemann in den Schuldienst, 1895 wurde er Leiter einer höheren Privatschule in Osterwieck am Harz. 1896 lernte er bei einem Ferienaufenthalt Rossitten auf der Kurischen Nehrung kennen. Ab 1899 war Thienemann Hauslehrer, zuletzt bei der Familie Hoffmann und wohnte in ihrem Ferienhaus. So lernte er seine zukünftige Frau kennen, Hedwig Hoffmann. Sie war Tochter des Baumeisters Adolf Hoffmann aus Memel.
Fortan widmete Thienemann seine Forschungen dem Vogelzug, wobei er zu für die Ornithologie bedeutenden und bis heute gültigen Ergebnissen gelangte. Unter anderem führte er – entsprechend dem Vorgehen des dänischen Ornithologen Mortensen – die systematische Beringung von Zugvögeln als grundlegende Technik zur Erforschung des Zugverhaltens von Zugvögeln ein. Der im Volksmund auch als „Vogelprofessor“ bekannte und populäre Wissenschaftler errichtete mit Unterstützung von Georg Rörig 1901 in Rossitten (Ostpreußen; heute Rybatschi/Russland) auf der Kurischen Nehrung die erste ornithologische Forschungsstation der Welt, die Vogelwarte Rossitten. Diese bei Wissenschaftlern in höchstem Ansehen stehende Vogelwarte wurde durch Thienemanns umfangreiche Veröffentlichungen und Berichte weltberühmt. Ab 1901 studierte er begleitend in Königsberg (Preußen) Zoologie und wurde 1906 zum Dr. phil. promoviert. 1910 wurde Thienemann außerordentlicher Professor an der Albertus-Universität Königsberg. Die Vogelwarte Rossitten mit der 1908 errichteten Feldstation Ulmenhorst ging 1923 von der Deutschen Ornithologischen Gesellschaft an die Kaiser-Wilhelm-Gesellschaft zur Förderung der Wissenschaften über. Auch im Ruhestand ab 1929 blieb Thienemann Rossitten treu und verstarb dort 1938 auf seinem Grundstück. Das Ende seines Lebenswerks musste er nicht mehr erleben. Die Vogelwarte Rossitten wurde infolge des Verlaufs des Zweiten Weltkrieges 1944 evakuiert und geschlossen.
1946 wurde die Vogelwarte Radolfzell am Bodensee Nachfolgeeinrichtung der Warte Rossitten. Am Originalschauplatz nahmen sowjetische Forscher die Vogelwarte, soweit noch vorhanden, in kleinerem Maßstab wieder in Betrieb.
Nachdem die Russische Akademie der Wissenschaften in Sankt Petersburg als Trägerorganisation auf Grund der schlechten wirtschaftlichen Lage alle Zuschüsse gestrichen hat, wird die Forschung zum großen Teil aus Spenden, von der deutschen Heinz-Sielmann-Stiftung und der Deutschen Bundesstiftung Umwelt finanziert.
Die Einrichtungen der deutschen Vogelwarte existieren nicht mehr, bis auf das frühere Museumsgebäude von 1931 (heute Tischlerei, in reduzierter Architektur) unweit der Kirche. Das Wohnhaus von Thienemann in der heutigen Ul. Pobedy, Richtung Haff, neben der jetzigen Biologischen Station (früheres Kurhaus), gibt es noch. Es ist durch mehrere Anbauten stark verändert. Eine zweisprachig beschriftete Holztafel an dem Gebäude weist auf den früheren Besitzer und seine Bedeutung hin: „In diesem Haus lebte ... der bekannte ... deutsche Ornithologe ... Thienemann ... der Begründer der Vogelwarte Rossitten“. Das Grab von Thienemann auf dem Waldfriedhof von Rossitten, der nach dem Krieg verwüstet worden war, ist wiederhergestellt.

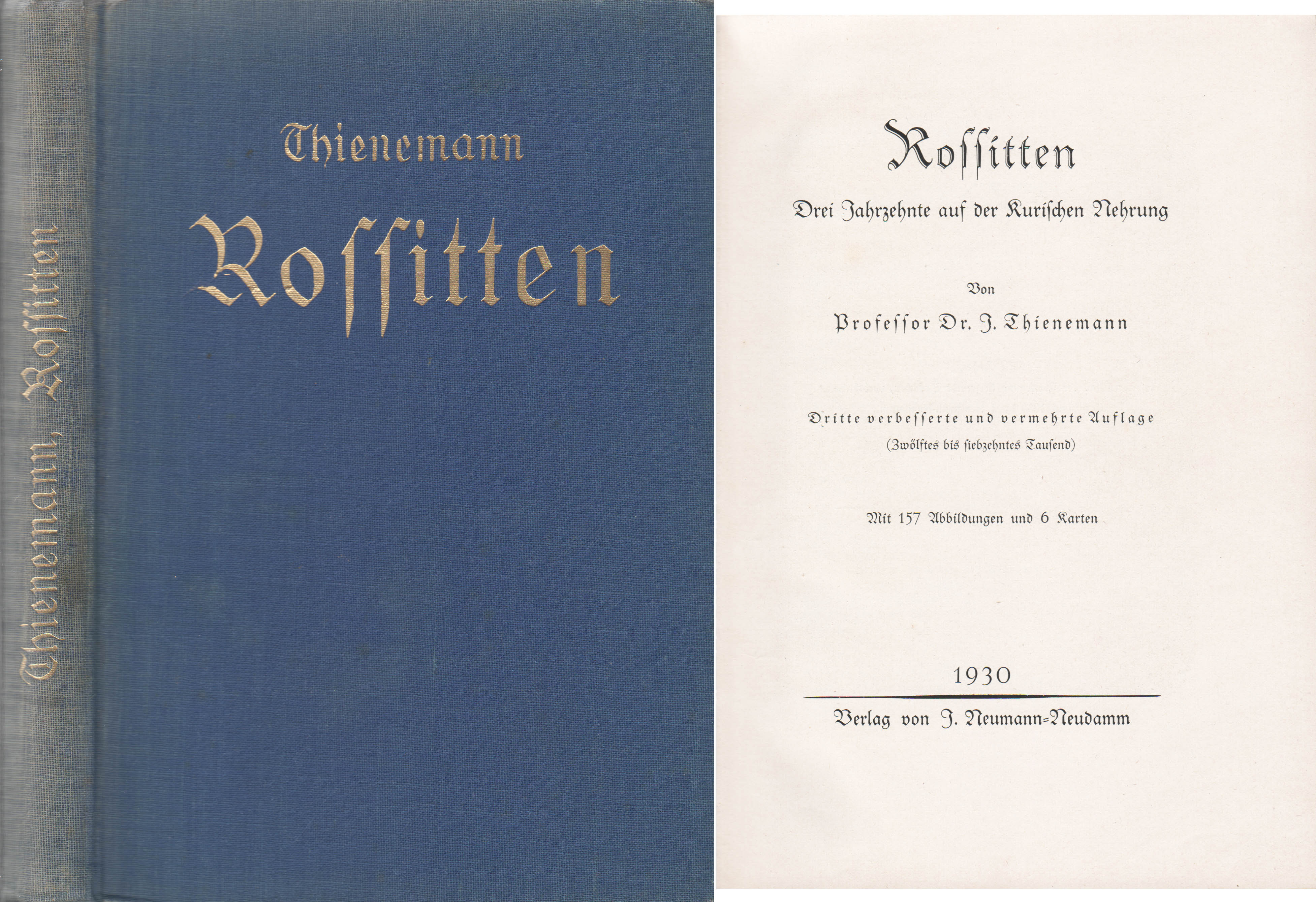
Titelseiten des Buches Rossitten (1930)

Thienemann heiratete 1901 Clara Hedwig Hoffmann (1876–1960). Der Sohn Hans-Georg Thienemann war bis 1945 letzter Direktor des Königsberger Tiergartens und von 1946 bis 1965 Direktor des Zoos Duisburg. Duisburg übernahm 1951 eine Patenschaft für das ausgelöschte Königsberg.
Johannes Thienemann ist auf der Tafel Bedeutende Gelehrte der Universität Königsberg verzeichnet, die 2012 im Königsberger Dom enthüllt wurde.

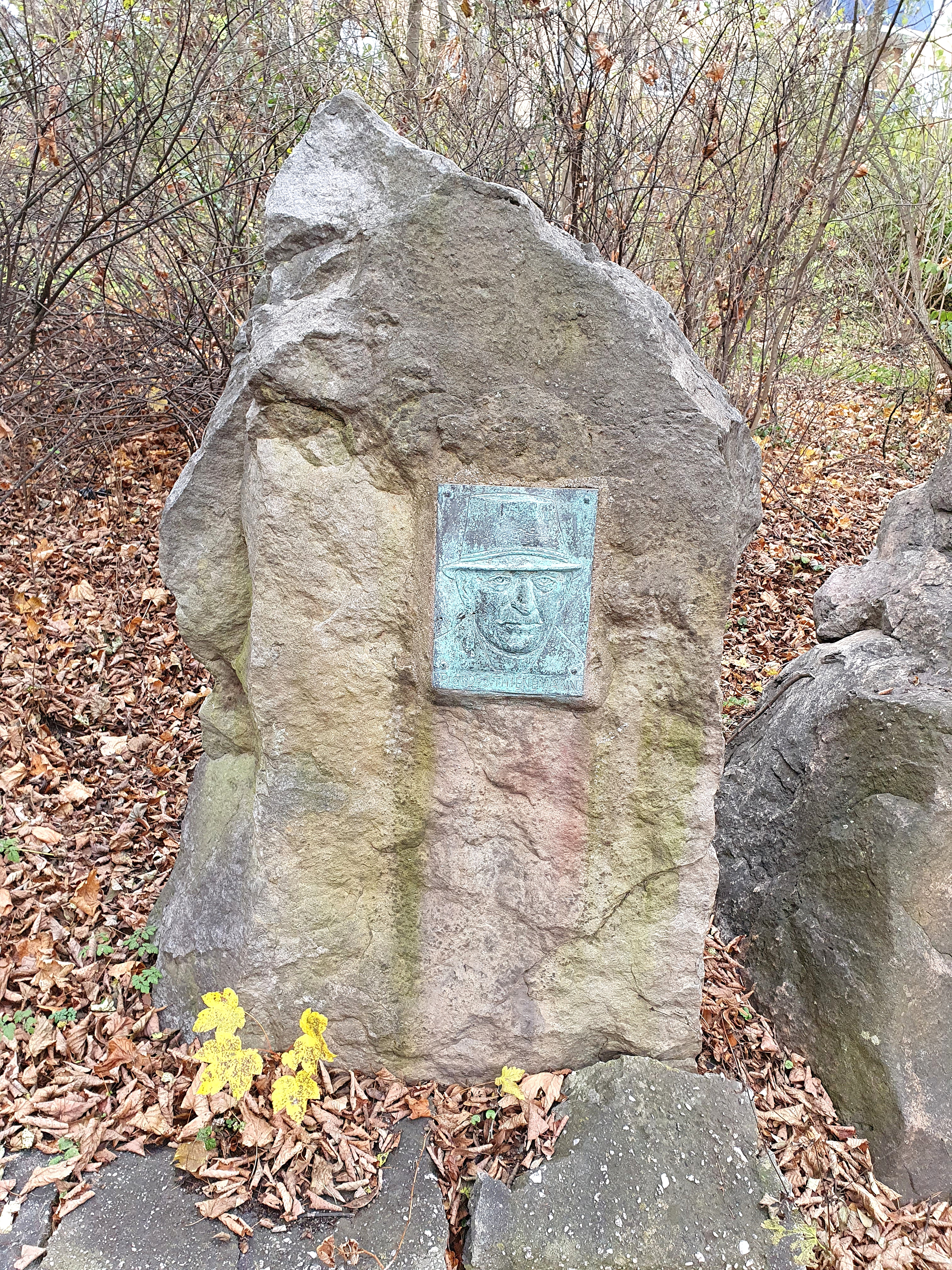
Gedenkstein Johannes Thienemann in Zeitz

## Ehrungen
- Gedenktafel in Johannes Thienemanns Geburtsort Gangloffsömmern
- wiedererrichtetes Grab und Gedenktafel am Wohnhaus in Rossitten
- einer der Gedenksteine "Verdiente Zeitzer Bürger" (Karte) in Zeitz ist ihm gewidmet

## Schriften
- Die Vogelwarte Rossitten der Deutschen Ornithologischen Gesellschaft und das Kennzeichnen der Vögel. Paul Parey, Berlin 1910, Digitalisat.
- Rossitten. Drei Jahrzehnte auf der Kurischen Nehrung. Verlag von J. Neumann, Neudamm 1938.
- Vom Vogelzuge in Rossitten. Verlag von J. Neumann, Neudamm 1931.